# Negus
Negus (en ge'ez: nigūś, en amhárico: ንጉሥ nigūs, en tigriña: negāš) es el título empleado por algunos reyes o gobernadores de Etiopía, utilizado hasta 1974 en Etiopía y hasta 1890 en Eritrea. 
Era usado como un título honorífico otorgado a los gobernadores de las provincias o reinos más importantes del imperio: Gojjam, Welega y el Reino del mar (donde se usaba Bahr Negus, el Rey del mar, que era el título antiguo de los gobernantes de la actual Eritrea central) y más tarde también a los de Shewa. Estos gobernantes, y otros nobles de alto rango, tenían el título de Ras, que era hereditario, para ser elevado al rango de Negus debía ser por decreto imperial.
El término deriva del semítico, de la raíz verbal ነግሠ (N-G-Ś) que significa reinar. Se ha utilizado en ocasiones para traducir la palabra rey en la literatura bíblica, sobre todo en la inglesa.

## Negus Nagast
Negus Negast es el título que usaba el emperador de Etiopía desde c. 1300, cuando Yekuno Amlak restauró la llamada dinastía salomónica. Significa Rey de reyes y distingue al soberano de Etiopía de los otros reyes tributarios, los negus. 
Los Emperadores de Etiopía apoyaban su derecho al trono en dos reclamaciones: descender de los reyes de Aksum y descender de Menelik, hijo de Salomón y Makeda, la reina de Saba. La primera reivindicación la comenzó a hacer Yekuno Amlak, asegurando ser descendiente de Dil Na'od, último Negus de Aksum. La segunda está documentada desde el siglo X, cuando la recogieron historiadores árabes. La sucesión al trono podía ser reclamada por cualquier pariente varón del emperador, no siendo indispensable la primogenitura. Debido a esta costumbre se tomaron dos medidas: bien internar a todos los posibles rivales del Emperador en un lugar seguro, lo que limitaba su capacidad de conspirar, bien que los emperadores fueran seleccionados por un consejo de los altos funcionarios del reino, tanto seculares como religiosos, opción que se fue afianzando con el tiempo.

### Coronación
Los Negus Nagast eran coronados por un arzobispo de la Iglesia Etíope nombrado por el Patriarca de la Iglesia Copta, y en su ausencia no podía realizarse la coronación. En general la ceremonia se llevaba a cabo en Santa María de Sion en Aksum. Las emperatrices eran coronadas por el Negus en una ceremonia privada. Sólo se conocen dos emperatrices coronadas públicamente y con poderes de gobierno: Menteuab, coronada tras la muerte de su esposo Bekaffa y que reinó hasta la mayoría de edad de su hijo, Eyasu II, y Zauditu, emperatriz por propio derecho, coronada por el arzobispo en la Catedral de San Jorge en Addis Abeba.

## Historia
La historia del título se remonta a la época del reino de Aksum. El título de Negus supuestamente lo dio Salomón a su hijo, el etíope Menelik I. 
Hasta el reinado de Baeda Maryam I (1468-1478), este título solo era usado por el emperador. La importancia de los Negus disminuyó al hacerlo el poder imperial. En épocas posteriores, el emperador concedió también el título de Negus a los gobernantes de Shewa, Gonder, Tigray y Gojjam. 
Uno de los últimos Negus que se proclamó emperador fue un príncipe regional, Lij Kassa Hailu, hijo de Hailu Dejazmach Wolde-Giyorgis, gobernador de Qwara, y su segunda esposa Woizero Attitaggab, que se rebeló contra la emperatriz Menen y su hijo Ali Alula en 1845, y pasó los siguientes nueve años alternando entre la rebelión y la sumisión, hasta que fue proclamado el 19 de septiembre de 1854 como Negus en Amba Chera. Después de la batalla de Derasge se proclamó como Negus Nagast el 8 de febrero de 1855, siendo coronado con el nombre de Teodoro II en Derasge Maryam al día siguiente.
El último Negus, el Ras Tafari Makonnen, fue coronado en 1928 por la emperatriz Zauditu, sin especificar provincia. A la muerte de la emperatriz en 1930, Ras Tafari se coronó Negus Nagast ze-'Ityopp'ya (Rey de reyes de Etiopía) con el nombre de Haile Selassie. Durante su reinado no fue coronado ningún Negus más, y después de su reinado desaparecieron ambos títulos.

### Citas
1. ↑  Sellassie Family Glossary, op. cit., apdo. Royalty].
2. ↑  Emperor of Ethiopia, op. cit.
3. ↑  Coronation Traditions in Imperial Ethiopia, op. cit.